# Juan Cotumba
Juan Cotumba Coa, né le 17 décembre 1980 à Potosí, est un coureur cycliste bolivien.

## Biographie
Il a remporté le Tour de Bolivie en 2011 et le Tour du sud de la Bolivie en 2013.
Le 17 août 2014, il est suspendu pendant un an, après un contrôle révélant un taux anormal de furosémide. Il peut reprendre la compétition à partir du 16 août 2015.

## Palmarès
- 2005[2]
  - 4e étape du Doble Sucre Potosi GP Cemento Fancesa
  - 3e du Doble Sucre Potosi GP Cemento Fancesa
- 2006
  -  Champion de Bolivie du contre-la-montre
  - 2e du championnat de Bolivie sur route
- 2008
  - Tour du lac Uru Uru :
    - Classement général
    - 4e étape

  - 2e du Tour de Tarija
  - 2e du Tour de Cochabamba
- 2009
  - 2e étape du GP Savina Cuellar
  - 4e étape du Tour de Bolivie
  - 3e du Tour de Cochabamba
  - 3e du Tour de Bolivie
- 2010
  - 1re et 3e étapes du Tour du lac Uru Uru
  - 2e du championnat de Bolivie du contre-la-montre
  - 2e du championnat de Bolivie sur route
  - 2e du Tour du Chaco
  - 2e du Tour du lac Uru Uru
  - 2e du Tour de Cochabamba
- 2011
  -  Champion d'Amérique du Sud sur route
  -  Champion d'Amérique du Sud du contre-la-montre
  - 2e étape du Tour de La Paz
  - Tour de Tarija :
    - Classement général
    - 1re et 3e (contre-la-montre par équipes) étapes

  - 2e étape du Tour de Cochabamba
  - Tour de Bolivie :
    - Classement général
    - 7e et 8e étapes

  - 2e de la Clásica Ciudad Heroica de Tacna
  - 2e du Tour de La Paz
  - 2e du Tour de Cochabamba
  - 3e du championnat de Bolivie du contre-la-montre
- 2012
  - 4e étape du Tour du lac Uru Uru
  - Classement général du Tour de Cochabamba
  - 8e étape du Tour de Bolivie
  - 3e du Tour du Chaco
- 2013
  - 2e étape du Tour d'Oruro
  - Tour de Santa Cruz de la Sierra :
    - Classement général
    - 5e étape (contre-la-montre par équipes)

  - 3e du Tour d'Oruro
- 2014
  - Classement général du Tour du sud de la Bolivie
  - 2e étape du Tour de Tarija
  - 2e du championnat de Bolivie sur route
- 2015
  - Tour de Cochabamba
- 2016
  - Tour de Potosí :
    - Classement général
    - 1re étape
- 2017
  - 5e étape du Tour de Potosí
- 2019
  - 1re étape du Tour du Pérou
  - Tour de Cochabamba :
    - Classement général
    - 1re étape

## Classements mondiaux
| Année            | 2005 | 2006 | 2007 | 2008 | 2009 | 2010 | 2011 | 2012 | 2013 | 2014 |
| ---------------- | ---- | ---- | ---- | ---- | ---- | ---- | ---- | ---- | ---- | ---- |
| UCI America Tour | 91e  | 326e |      |      | 310e | 68e  | 300e | 16e  | 128e | 16e  |